# Az Egyesült Arab Emírségekben történt légi közlekedési balesetek listája
Az Egyesült Arab Emírségekben történt légi közlekedési balesetek listája mind a halálos áldozattal járó, mind pedig a kisebb balesetek, meghibásodások miatt történt, gyakran csak az adott légiforgalmi járművet érintő baleseteket is tartalmazza évenkénti bontásban.

## Az Egyesült Arab Emírségekben történt légi közlekedési balesetek

### 2019
- 2019. május 16., Dubaj. Egy angol felségjelű Diamond-42 DA-42-es típusú kisrepülőgép lezuhant a Dubaji Nemzetközi repülőtér közelében. A négyüléses gép éppen a repülőtér koordinátáinak pontosításában vett részt, amikor a baleset történt. A repülőgépen 4 fő utazott, akik közül mindenki életét vesztette. Három fő brit, illetve 1 fő dél-afrikai állampolgárságú személy vesztette életét.[1][2][3]